# Секст Веттулен Цериал
Секст Веттулен Цериал (лат. Sextus Vettulenus Cerialis) — римский военный и политический деятель середины I века.
Цериал происходил из сабинского города Реате. Его младшим братом был проконсул Гай Веттулен Цивика Цериал, а сыном — консул 106 года Секст Веттулен Цивика Цериал.
В правление императора Нерона Цериал занимал должность императорского квестора. Затем он находился на посту претора.
Во время Первой Иудейской войны, между 66 и 70, Цериал был легатом V Македонского легиона под общим командованием Веспасиана. По его приказу Секст покорял самаритян, а потом идумеян. После осады Иерусалима в 70 году Цериал возглавляет действующую в Иудее римскую армию.
После отбытия Тита в Рим осенью 70 года, Цериал становится наместником Иудеи. В 71 году его на этом посту сменил Секст Луцилий Басс.
В 72/73 году Цериал занимал должность консула-суффекта. Затем он был назначен легатом пропретором Мезии, которым был с 74/75 по 78/79 год.
Он, кажется, завершил свою карьеру в качестве проконсула Африки. Дальнейшая его судьба неизвестна.